# Arripis truttacea
Il salmone australiano occidentale (Arripis truttacea (Cuvier, 1829)) è un pesce pelagico della famiglia Arripidae.

## Etimologia
Il nome scientifico della specie, truttacea, è un riferimento al congenere salmone australiano orientale Arripis trutta (a sua volta un riferimento alla trota, in virtù della somiglianza superficiale di questi pesci coi salmoni) con aggiunta del suffisso di origine latina -aceus indicante somiglianza.

## Descrizione

### Dimensioni
Misura fino a 96 cm di lunghezza (solitamente attorno ai 65 cm), per un peso massimo di 10,5kg.

### Aspetto
Il salmone australiano occidentale presenta un aspetto allungato e muscoloso, con testa conica e peduncolo caudale sottile. La testa è conica e non molto grande, con presenza di serrature sul preorbitale che tuttavia tendono a consumarsi man mano che l'animale cresce: gli occhi sono relativamente piccoli e tendono ad accumulare tessuto adiposo ai lati negli esemplari più grandi. La bocca è obliqua e non molto grande (la mascella raggiunge grossomodo il centro dell'occhio) e ospita una singola fila di piccoli denti appuntiti su ambedue le mascelle.
La pinna dorsale presenta parte anteriore con nove raggi rigidi e parte posteriore con 15-19 raggi molli: la pinna anale è lunga circa la metà di quella dorsale e presenta tre raggi rigidi e 9-10 molli. La coda è omocerca e bilobata e presenta all'incirca la stessa lunghezza della testa.

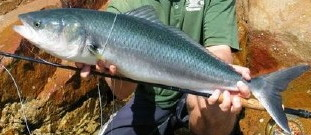
Esemplare pescato.

Il corpo è interamente ricoperto da piccole scaglie di tipo ctenoide che tendono ad essere lisce al tatto, in special modo negli esemplari più grandi: fanno eccezione la mandibola e l'area attorno alle narici e agli occhi. La linea laterale è dritta.

La colorazione è verde-bluastra argentata dorsalmente e bianco-argentea sul ventre, con presenza di screziature dorsali che vanno dal grigio ardesia al giallastro. Le pinne pettorali sono di colore giallino, mentre le altre sono trasparenti.

I giovani hanno livrea simile agli adulti, ma tendono ad avere maculature più chiare sul corpo e pinne dagli orli scuri.
Nel complesso il salmone australiano occidentale somiglia molto agli affini e congeneri salmone australiano orientale (col quale vive in simpatria in buona parte dell'areale) e settentrionale, dai quali si differenzia rispettivamente per il differente numero di filamenti su ogni arco branchiale (25-31 contro i 33-40 della specie orientale) e per le minori dimensioni della coda.

## Biologia
Si tratta di pesci pelagici e tendenzialmente gregari, che si muovono nelle acque superficiali passando gran parte della propria giornata alla ricerca di cibo. Gli adulti formano banchi di migliaia di individui nelle acque basse delle aree costiere, prediligendo le aree riparate con fondale sabbioso a posidonia o presenza di mangrovieti ad Avicennia ma non di rado spingendosi in acque più profonde o con fondali rocciosi.

### Alimentazione
Si tratta di pesci carnivori, la cui dieta si compone perlopiù di piccoli pesci pelagici gregari i cui banchi vengono accerchiati e spinti in superficie prima di essere consumati.

### Riproduzione
Questi pesci cominciano ad aggregarsi nell'area costiera fra capo Leeuwin e Busselton a partire da marzo (tardo autunno australe), facilitati in questo dalla corrente Leeuwin: le femmine rilasciano le uova nel corso di più eventi durante la stagione riproduttiva, che si protrae durante tutto l'inverno australe.
Le larve sono planctoniche e vengono spinte dalle correnti in direzione sud-est, sparpagliandosi nelle aree riparate della costa ma concentrandosi perlopiù lungo le coste dello stretto di Bass: i giovani rimangono nelle acque basse delle aree riparate per 3-4 anni prima di dirigersi verso l'Australia Occidentale per partecipare a propria volta agli eventi riproduttivi.

## Distribuzione e habitat
Il salmone australiano occidentale è endemico dell'Australia, della quale occupa le coste meridionali di un'area che va grossomodo da Lakes Entrance nel Victoria a Kalbarri in Australia Occidentale, pur essendo raro da avvistare a nord di Lancelin.

## Rapporti con l'uomo
Il salmone australiano occidentale è molto conosciuto nel circuito della pesca sportiva per la sua fama di pesce combattivo, sebbene la sua carne oleosa e dal sapore pungente non venga apprezzata a livello alimentare e questi pesci vengano perlopiù pescati come bycatch o esca per insidiare altre specie di maggior pregio.
Fin dagli anni '40 sussiste una pesca commerciale sostenibile in Australia Occidentale, supervisionata da apposite associazioni che rilasciano quote e licenze di pesca sia a livello commerciale che ricreativo.